# Дивљина Тасманије
Дивљина Тасманије или Национални паркови западне Тасманије представљају заштићено подручје више националних паркова у западној Тасманији (Аустралија) . 
Дивљина Тасманије се сматра јединственим примером великих подручја дивљине умерене климе на свету, као такви су 1982. године уписани на УНЕСЦО-ву листу места свјетске баштине у Аустралији и Океанији .
Ово подручје прекрива више од 13,800 км², што је око 20% Тасманије, и једно је од највећих заштићених подручја на свету. Ту су пронађене кречњачке пећине с доказима о људском становању који су старији од 20,000 година.
Тасманија је богата јединственом фауном, од 32 врсте животиња које су заштићене на Тасманији, 27 живи у Тасманском подручју дивљег света. Једна од познатих угрожених врста је тасманијски ђаво. Од преко 150 врста птица издваја се ретка врста рода Роселла – зелена розела.
Следећи национални паркови чине део светске баштине Тасманијске дивљине:
| Слика | Назив                                           | Основан | Површина   | Координате                                               | Опис |
| ----- | ----------------------------------------------- | ------- | ---------- | -------------------------------------------------------- | --- |
|       | Национални парк Кредл монутајн лејк             | 1922.   | 161,443 ha | 41° 49′ 49″ S 145° 55′ 27″ E / 41.83028° Ј; 145.92417° И | Парк се налази на Средишњим планинама, 165 км североисточно од Хобарта, и у њему се налазе планине: Цредл Моунтаин, Барн Блуф, Моунт Пелион, Моунт Оаклеигх и Моунт Оса и језеро Ст Клер. |
|       | Национални парк Френклин Гордон Дивља река      | 1908.   | 446,342 ha | 42° 24′ 34″ S 146° 01′ 55″ E / 42.40944° Ј; 146.03194° И | Парк се налази 117 км западно од Хобарта, на ушћу две реке, Река Франклин и Река Гордон, између Средишњих планина и Масива западне обале. |
|       | Национални парк планина Хартц                   | 1939.   | 71.4 km²   | 43° 13′ 47″ S 146° 45′ 22″ E / 43.22972° Ј; 146.75611° И | Већина парка има висину око 600 метара надморске висине, на западу од дијабаза, а на истоку од седиментних стена насталих током више ледених доба. |
|       | Национални парк крша Мол Крик                   | 1996.   | 13.45 km²  | 41° 36′ 02″ S 146° 17′ 22″ E / 41.60056° Ј; 146.28944° И | Једини национални парк који је основан како би се заштитио крајолик крша у коме се налази 300 км, до данас познатих, пећина и удубина са сталагмитима и сталактитима. Налази се 168 км северозападно од Хобарта. |
|       | Национални парк Југозападна дивљина у Тасманији | 1955.   | 618,267 ha | 42° 50′ 01″ S 146° 08′ 58″ E / 42.83361° Ј; 146.14944° И | Највећи парк на Тасманији налази се 93 км западно од Хобарта и простире се од западне до јужне обале Тасманије. Парк је славан по својој недирнутој дивљини и неприступачности, али и по јако промјењивој и оштрој клими. |
|       | Национални парк Зид Јерусалима                  | 1978.   | 51,800 ha  | 41° 52′ 08″ S 146° 15′ 31″ E / 41.86889° Ј; 146.25861° И | Парк се налази 144 км северозападно од Хобарта, а име је добио према геолошким феноменима који личе на Западни зид у Јерусалиму. И друга места у парку су названа према библијским појмовима, попут Иродових врата, Саломиног језера, Саламонових драгуља, Дамашчанских врата, Базена Батшебе и сл. Највиши врх у парку је Врх краља Давида. |
|       | Средишна Тасманијска висораван                  | 1978.   | 908.7 km²  | 41° 51′ 1″ S 146° 33′ 28″ E / 41.85028° Ј; 146.55778° И  | Средишња висораван је највећа висораван на Тасманији. Окружују је "Велики западни ступови" на североистоку и Кредл Моунтаин на западу. |
|       | Државни резерват Девис Гулит                    | 1972.   | 11.08 km²  | 41° 40′ 25″ S 146° 20′ 19″ E / 41.67361° Ј; 146.33861° И | |
|       | Југоисточна хрид Матон Бирд                     | 1994.   | 0.52 ha    | 43° 25′ S 145° 58′ E / 43.417° Ј; 145.967° И             | Ова стрма хрид висине 22 метра се налази на јужном крају југозападне обале Тасманије и важно је место где се гнезде птице као што су Танкокљуни зовој, Бајковити прион, Црноглави корморан и Сребрноглави галеб. |